# The Rhodes Not Taken
The Rhodes Not Taken is de vijfde aflevering van de Amerikaanse televisieserie Glee, die op 30 september 2009 in de Verenigde Staten voor het eerst door FOX werd uitgezonden. Het werd geschreven en geregisseerd door Brad Falchuk.
Speciale gastacteur Kristin Chenoweth speelt April, en voert drie van de zes liedjes in de aflevering uit. Studio-opnames van vier van de liederen uitgevoerd in de aflevering werden uitgebracht als singles, beschikbaar voor download. Twee liedjes verschenen op het album Glee: The Music, Volume 1.

## Verhaallijn
Omdat leadzangeres Rachel Berry (Lea Michele) niet langer deel uitmaakt van de New Directions, de McKinley High zangclub, groeit de bezorgdheid van clubleider Will Schuester (Matthew Morrison) over de aankomende prestaties van de club tijdens invitationals. Hij ontdekt dat April Rhodos (Kristin Chenoweth), die lid was van de club tijdens zijn middelbareschooltijd, eigenlijk nooit afgestudeerd is en overtuigt haar om terug te keren naar de school om haar diploma te halen en lid te worden van de Glee Club. Na het falen van haar Broadway-dromen, is April nu een alcoholist. Ze probeert de club te laten winnen door onder andere Kurt (Chris Colfer) dronken te voeren en Mercedes (Amber Riley) en Tina (Jenna Ushkowitz) winkeldiefstal te laten plegen. Nadat leerlingenbegeleider Emma Pillsbury (Jayma Mays) Will waarschuwt dat April de studenten beschadigt, vraagt Will April om nuchter te blijven, ze zweert dat te doen.
Clublid Finn (Cory Monteith) is bezorgd voor zijn toekomst nadat hij van Quinn (Dianna Agron) gehoord heeft dat ze zwanger is van hem. Emma wil dat Finn in plaats van proberen een voetbalbeurs te krijgen hij gebruik moet maken van zijn muzikale talent. Finn denkt dat Rachels deelname aan de Glee Club de enige kans is op succes bij invitationals, dus toont hij romantische interesse in Rachel en neemt haar mee op een date. Rachel, die zich realiseert dat ze ongelukkig wordt van optreden in de schoolmusical, is enthousiast over de interesse van Finn in haar en keert terug naar de Glee Club. Ondertussen worden Kurt, Mercedes en Tina op de hoogte van Quinns zwangerschap gesteld door Puck (Mark Salling), die doet alsof Finn al vader is van het kind terwijl hij de werkelijke vader is. Rachel wordt woedend op Finn nadat ze het te weten komt over Quinn en confronteert hem met de vraag of hij zich wel echt aangetrokken voelt tot haar. Finn zegt dat de kus die ze deelden eerlijk was, maar Rachel is niet overtuigd en besluit de Glee club weer te verlaten en terug te keren naar de schoolmusical, waar ze volledige artistieke controle over heeft. Op invitationals voert een dronken April, vergezeld van de Glee Club, Carrie Underwoods "Last Name" op voor een volle zaal en ontvangt de staande ovatie waar ze altijd van heeft gedroomd. Omdat ze dronken was tijdens het uitvoeren, vertelt Will tijdens de pauze dat ze uit de club wordt gezet. Ze accepteert dat, en vertelt dat ze eindelijk inziet dat het de kinderen zijn die eigenlijk in de schijnwerpers moeten staan. Hierdoor zitten de New Directions zonder een leadzangeres voor hun volgende nummer, maar Rachel biedt aan om verder te gaan en te stoppen met de musical. Met de gehele club voeren ze Queens "Somebody to Love" op.

## Muziek
- "Don't Stop Believin'"
- "Maybe This Time"
- "Cabaret"
- "Alone"
- "Last Name"
- "Somebody to Love"